# 台湾马㼎儿
台湾马㼎儿（学名：Zehneria mucronata）为葫芦科马㼎儿属下的一个种。

## 扩展阅读
- 維基物種上的相關：台湾马㼎儿